# Tibatto
Tibatto († 437?) war ein gallischer bzw. gallorömischer Bagaudenführer und Separatist, der sich 435 in Aremorica gegen den weströmischen Kaiser Valentinian III. erhob und für unabhängig von Ravenna erklärte. Der Aufstand wurde 437 von einer alanischen Strafexpedition im Auftrag des Heermeisters Aetius niedergeschlagen. Tibatto wurde gefangen genommen und vermutlich hingerichtet. Der Bischof Germanus von Auxerre reiste noch kurz vor seinem Tod vergeblich zum kaiserlichen Hof, um Gnade für die Rebellen zu erwirken. In den folgenden Jahren kam es auch in Hispanien zu Bagaudenaufständen, die von einem gewissen Basilius angeführt wurden.
Erwähnung findet Tibatto bei Constantius von Lyon und Hydatius von Aquae Flaviae, der ihn als princeps rebellionis bezeichnet.